# Aeshna affinis
Espèce
Statut de conservation UICN

 LC  : Préoccupation mineure
Aeshna affinis est une espèce de libellules du sous-ordre des anisoptères et de la famille des Aeshnidae. Son nom vernaculaire est l'Æschne affine.

## Description et caractéristiques
Longue de 57 à 66 mm.

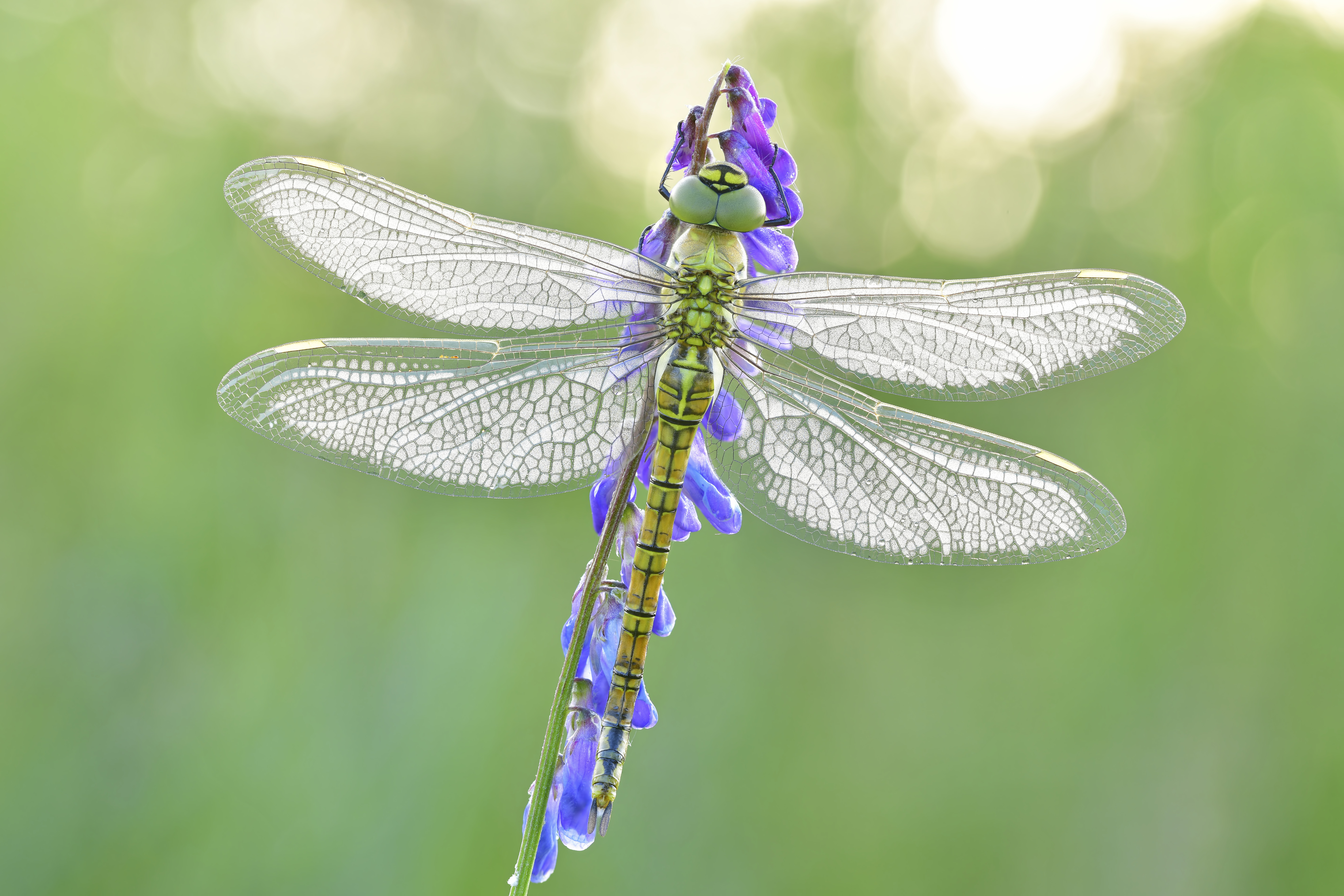
Aeshna affinis dans le Gülper See, Allemagne. Juin 2020.

La marque sur le second segment de l'abdomen (S2), de forme symétrique, s'apparente à un masque et diffère des autres espèces.

## Habitat et distribution
De répartition plutôt méridionale, on la trouve en Europe, en Afrique du Nord, en Asie jusqu'en Mongolie ; elle est en expansion dans le Nord de l'Europe. Elle est présente dans presque dans toute la France et notamment dans le Nord-Pas-de-Calais.

## Comportement
Les mâles guettent les femelles en volant au point fixe.

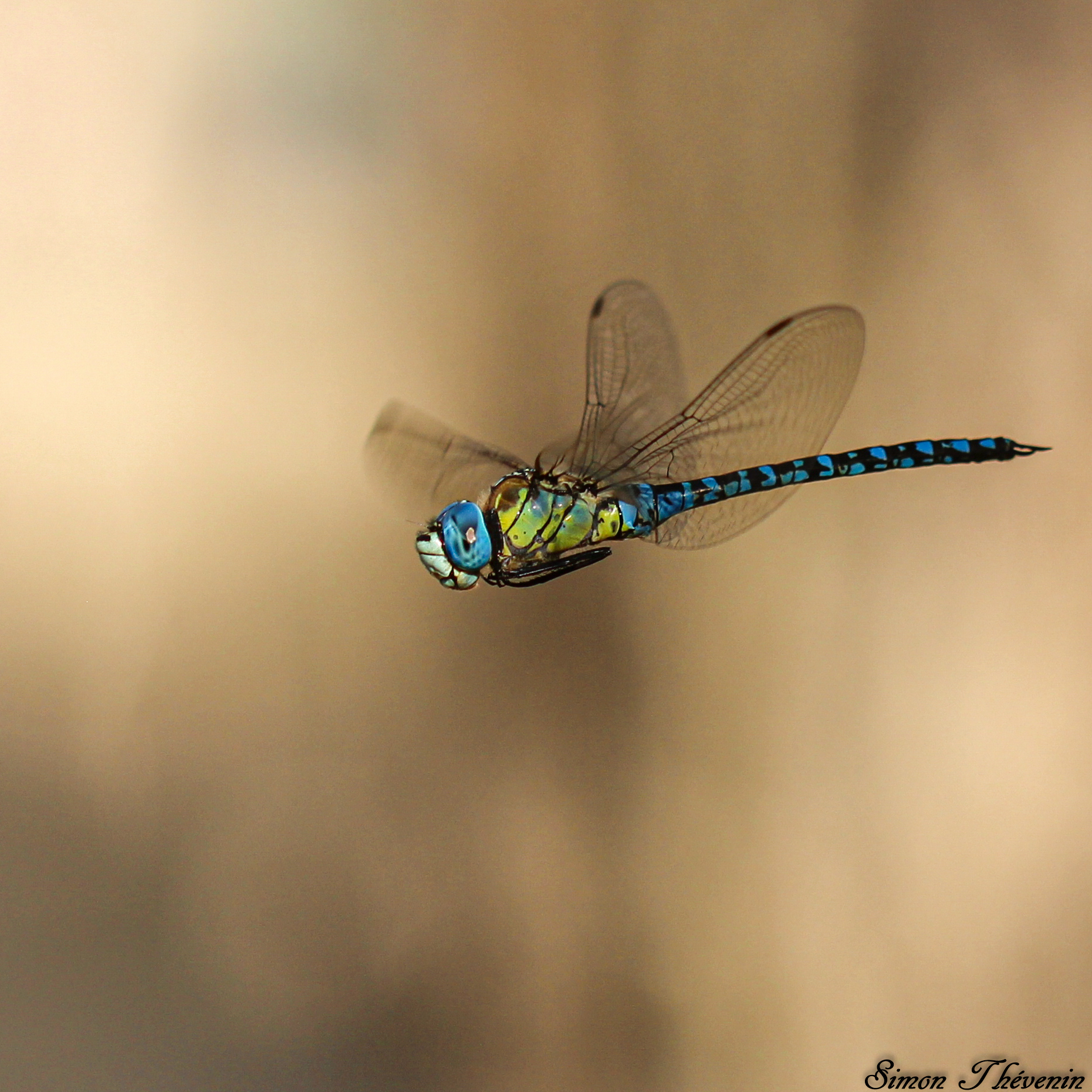
Aeshna affinis (Aeschne affine) mâle en vol stationnaire